# British Independent Film Awards 2004
La cerimonia di premiazione della 7ª edizione dei British Independent Film Awards si è svolta il 30 novembre 2004 all'Hammersmith Palais di Londra ed è stata presentata da Richard Jobson.

## Vincitori e candidati
I vincitori sono indicati in grassetto.

### Miglior film indipendente britannico
- Il segreto di Vera Drake (Vera Drake), regia di Mike Leigh
- L'alba dei morti dementi (Shaun of the Dead), regia di Edgar Wright
- Dead Man's Shoes - Cinque giorni di vendetta (Dead Man's Shoes), regia di Shane Meadows
- La morte sospesa (Touching the Void), regia di Kevin Macdonald
- My Summer of Love, regia di Paweł Pawlikowski

### Miglior regista
- Mike Leigh - Il segreto di Vera Drake (Vera Drake)
- Kevin Macdonald - La morte sospesa (Touching the Void)
- Shane Meadows - Dead Man's Shoes - Cinque giorni di vendetta (Dead Man's Shoes)
- Roger Michell - L'amore fatale (Enduring Love)
- Paweł Pawlikowski - My Summer of Love

### Premio Douglas Hickox al miglior regista esordiente
- John Crowley - Intermission
- Saul Dibb - Bullet Boy
- Matthew Vaughn - The Pusher (Layer Cake)
- Peter Webber - La ragazza con l'orecchino di perla (Girl With a Pearl Earring)
- Emily Young - Kiss of Life

### Miglior sceneggiatura
- Simon Pegg e Edgar Wright - L'alba dei morti dementi (Shaun of the Dead)
- Paul Laverty - Un bacio appassionato (Ae Fond Kiss...)
- Mike Leigh - Il segreto di Vera Drake (Vera Drake)
- Stephen McFeely e Christopher Markus - Tu chiamami Peter (The Life and Death of Peter Sellers)
- Shane Meadows e Paddy Considine - Dead Man's Shoes - Cinque giorni di vendetta (Dead Man's Shoes)

### Miglior attrice
- Imelda Staunton - Il segreto di Vera Drake (Vera Drake)
- Eva Birthistle - Un bacio appassionato (Ae Fond Kiss...)
- Scarlett Johansson - La ragazza con l'orecchino di perla (Girl With a Pearl Earring)
- Natalie Press - My Summer of Love
- Anne Reid - The Mother

### Miglior attore
- Phil Davis - Il segreto di Vera Drake (Vera Drake)
- Paddy Considine - Dead Man's Shoes - Cinque giorni di vendetta (Dead Man's Shoes)
- Daniel Craig - L'amore fatale (Enduring Love)
- Ian Hart - Blind Flight
- Geoffrey Rush - Tu chiamami Peter (The Life and Death of Peter Sellers)

### Miglior attore o attrice non protagonista
- Eddie Marsan - Il segreto di Vera Drake (Vera Drake)
- Paddy Considine - My Summer of Love
- Romola Garai - Inside I'm Dancing
- Samantha Morton - L'amore fatale (Enduring Love)
- Gary Stretch - Dead Man's Shoes - Cinque giorni di vendetta (Dead Man's Shoes)

### Miglior esordiente
- Ashley Walters - Bullet Boy
- Emily Blunt - My Summer of Love
- Nick Frost - L'alba dei morti dementi (Shaun of the Dead)
- Toby Kebbell - Dead Man's Shoes - Cinque giorni di vendetta (Dead Man's Shoes)
- Atta Yaqub - Un bacio appassionato (Ae Fond Kiss...)

### Miglior produzione
- Il segreto di Vera Drake (Vera Drake), regia di Mike Leigh
- Codice 46 (Code 46), regia di Michael Winterbottom
- Dead Man's Shoes - Cinque giorni di vendetta (Dead Man's Shoes), regia di Shane Meadows
- Orgoglio e pregiudizio (Bride and Prejudice), regia di Joe Wright
- La ragazza con l'orecchino di perla (Girl With a Pearl Earring), regia di Peter Webber

### Premio Raindance
- The Barn, regia di Ruaridh Webster
- Blinded, regia di Eleanor Yule
- Chicken Tikka Masala, regia di Harmage Singh Kalirai

### Miglior contributo tecnico
- Mike Eley - La morte sospesa (Touching the Void)
- Eduardo Castro e Ralph Holes - Orgoglio e pregiudizio (Bride and Prejudice)
- Mark Tildesley - Codice 46 (Code 46)
- Chris Wyatt e Lucas Roche - Dead Man's Shoes - Cinque giorni di vendetta (Dead Man's Shoes)
- Haris Zambarloukos - L'amore fatale (Enduring Love)

### Miglior documentario britannico
- La morte sospesa (Touching the Void), regia di Kevin Macdonald
- Aileen: Life and Death of a Serial Killer, regia di Nick Broomfield e Joan Churchill
- Drowned Out, regia di Franny Armstrong
- Peace One Day, regia di Jeremy Gilley
- Trollywood, regia di Madeleine Farley

### Miglior cortometraggio britannico
- School of Life, regia di Jake Polonsky
- 06/06/04, regia di Simon Hook
- Brand Spanking, regia di John-Paul Harney
- London Fields Are Blue, regia di Brendan Grant
- Wasp, regia di Andrea Arnold

### Miglior film indipendente straniero
- Old Boy (Oldboy), regia di Park Chan-wook
- I diari della motocicletta (Diarios de motocicleta), regia di Walter Salles
- Fahrenheit 9/11, regia di Michael Moore
- Hero (Yīngxióng), regia di Zhang Yimou
- Schegge di April (Pieces of April), regia di Peter Hedges

### Premio Richard Harris
- Bob Hoskins

### Premio Variety
- J. K. Rowling

### Premio speciale della giuria
- Norma Heyman